# Mélisey (Yonne)
Mélisey és un municipi francès, situat al departament del Yonne i a la regió de Borgonya - Franc Comtat. L'any 2007 tenia 285 habitants.

## Demografia

### Població
El 2007 la població de fet de Mélisey era de 285 persones. Hi havia 116 famílies, de les quals 36 eren unipersonals (12 homes vivint sols i 24 dones vivint soles), 48 parelles sense fills, 28 parelles amb fills i 4 famílies monoparentals amb fills.
La població ha evolucionat segons el següent gràfic:
Habitants censats

### Habitatges
El 2007 hi havia 166 habitatges, 125 eren l'habitatge principal de la família, 30 eren segones residències i 11 estaven desocupats. Tots els 166 habitatges eren cases. Dels 125 habitatges principals, 116 estaven ocupats pels seus propietaris, 6 estaven llogats i ocupats pels llogaters i 3 estaven cedits a títol gratuït; 6 tenien dues cambres, 25 en tenien tres, 33 en tenien quatre i 61 en tenien cinc o més. 86 habitatges disposaven pel capbaix d'una plaça de pàrquing. A 56 habitatges hi havia un automòbil i a 50 n'hi havia dos o més.

### Piràmide de població
La piràmide de població per edats i sexe el 2009 era:
| Homes | Edats   | Dones |
| ----- | ------- | ----- |
| 0     | 95 o +  | 0     |
| 0     | 90 a 94 | 0     |
| 8     | 85 a 89 | 8     |
| 0     | 80 a 84 | 0     |
| 4     | 75 a 79 | 12    |
| 12    | 70 a 74 | 0     |
| 12    | 65 a 69 | 20    |
| 16    | 60 a 64 | 4     |
| 0     | 55 a 59 | 4     |
| 12    | 50 a 54 | 12    |
| 16    | 45 a 49 | 12    |
| 4     | 40 a 44 | 4     |
| 4     | 35 a 39 | 8     |
| 16    | 30 a 34 | 12    |
| 0     | 25 a 29 | 8     |
| 12    | 20 a 24 | 4     |
| 0     | 15 a 19 | 8     |
| 8     | 10 a 14 | 0     |
| 0     | 5 a 9   | 12    |
| 12    | 0 a 4   | 8     |

## Economia
El 2007 la població en edat de treballar era de 170 persones, 128 eren actives i 42 eren inactives. De les 128 persones actives 112 estaven ocupades (67 homes i 45 dones) i 16 estaven aturades (7 homes i 9 dones). De les 42 persones inactives 15 estaven jubilades, 7 estaven estudiant i 20 estaven classificades com a «altres inactius».

### Ingressos
El 2009 a Mélisey hi havia 126 unitats fiscals que integraven 282 persones, la mediana anual d'ingressos fiscals per persona era de 15.527 €.

### Activitats econòmiques
Dels 9 establiments que hi havia el 2007, 1 era d'una empresa de fabricació de material elèctric, 4 d'empreses de construcció, 1 d'una empresa de transport, 1 d'una empresa d'hostatgeria i restauració, 1 d'una empresa immobiliària i 1 d'una empresa classificada com a «altres activitats de serveis».
Dels 5 establiments de servei als particulars que hi havia el 2009, 1 era un paleta, 1 guixaire pintor, 2 electricistes i 1 empresa de construcció.
L'any 2000 a Mélisey hi havia 15 explotacions agrícoles que ocupaven un total de 1.518 hectàrees.

## Equipaments sanitaris i escolars
El 2009 hi havia una escola elemental.

## Poblacions més properes
El següent diagrama mostra les poblacions més properes.